# الدولة المهدية
الدولة المهدية كانت دولة قائمة على حركة دينية وسياسية أطلقها عام 1881 محمد أحمد المهدي ضد الخديوية المصرية، التي حكمت السودان. منذ عام 1821. بعد أربع سنوات من النضال، أطاح المتمردون المهديون بالحكم العثماني المصري وأسسوا حكومتهم "الإسلامية والوطنية" وعاصمتها أم درمان. وهكذا، منذ عام 1885 حافظت الحكومة المهدية على السيادة والسيطرة على الأراضي السودانية حتى أنهى وجودها من قبل القوات الأنجليزية-المصرية عام 1898.
جند محمد أحمد المهدي أهل السودان فيما أعلنه جهادًا ضد الإدارة التي كان مقرها الخرطوم والتي كان يهيمن عليها المصريون والأتراك. رفضت حكومة الخرطوم في البداية ثورة المهدي. هزم بعثتين تم إرسالهما للقبض عليه في غضون عام. ازدادت قوة المهدي وانتشرت دعوته في جميع أنحاء السودان، وعُرفت حركته باسم الأنصار. خلال نفس الفترة، اندلعت ثورة أحمد عرابي في مصر، مع احتلال البريطانيين للبلاد عام 1882. عينت بريطانيا تشارلز جوردون حاكمًا عامًا للسودان. بعد أشهر من وصوله إلى الخرطوم وبعد عدة معارك مع المتمردين المهديين، استولت قوات المهدي على الخرطوم، وقُتل جوردون في قصره. لم يعش المهدي طويلاً بعد هذا الانتصار، وقد عزز خليفته عبد الله بن محمد الدولة الجديدة بأنظمة إدارية وقضائية قائمة على تفسيرهم للشريعة الإسلامية.
تعرض الاقتصاد السوداني للدمار خلال حرب المهدية، وأدت المجاعة والحرب والمرض إلى انخفاض عدد السكان بمقدار النصف. أعلن محمد أحمد المهدي أن كل من لم يقبله على أنه المهدي المنتظر كفار، وأمر بقتلهم وأخذ نسائهم وممتلكاتهم.
أعاد البريطانيون احتلال السودان عام 1898، وحكموه بعد ذلك نظريًا كمجمع سكني مع مصر ولكن عمليًا كمستعمرة. ومع ذلك، صمدت فلول دولة المهدي في دارفور حتى عام 1909.

## التاريخ

### الخلفية
منذ أوائل القرن التاسع عشر، بدأت الحكومة التركية في مصر بإحتلال السودان وتحويله إلى مستعمرة. أصبحت هذه الفترة تعرف محليًا بـ"التركية"، أي الحكم "التركي" من قبل إيالة مصر ثم الخديوية المصرية. لم يكن الأتراك قادرين على إخضاع المنطقة بالكامل، لكن هيمنتهم وضرائبهم المرتفعة جعلتهم غير محبوبين للغاية. مع تزايد السخط في السودان، بدأت الحكومة التركية في مصر نفسها تنزلق إلى أزمة. كان هذا نتيجة التغيرات الاقتصادية والسياسية التي شملت القوى الأوروبية، وأهمها الإمبراطورية البريطانية. تم افتتاح قناة السويس عام 1869، وسرعان ما أصبح شريان الحياة الاقتصادي لبريطانيا إلى الهند والشرق الأقصى. للدفاع عن هذا الممر المائي، سعت بريطانيا إلى دور أكبر في الشؤون المصرية. في عام 1873، دعمت الحكومة البريطانية برنامجًا تتولى بموجبه لجنة الديون الأنجلو-فرنسية مسؤولية إدارة الشؤون المالية في مصر. أجبرت هذه اللجنة في النهاية الخديوي إسماعيل على التنازل عن العرش لصالح ابنه توفيق (1877-1892) الذي يحظى بقبول سياسي أكبر.
بعد عزل الخديوي إسماعيل عام 1877، الذي عينه في هذا المنصب ، استقال تشارلز جورج جوردون من منصب الحاكم العام للسودان عام 1880. افتقر خلفاؤه إلى التوجيه من القاهرة وخافوا من الاضطرابات السياسية التي اجتاحت مصر. نتيجة لذلك ، فشلوا في مواصلة السياسات التي وضعها جوردون. انتعشت تجارة الرقيق غير المشروعة، وإن لم تكن كافية لإرضاء التجار الذين أوقفهم جوردون عن العمل. عانى الجيش السوداني من نقص في الموارد، كما عانى الجنود العاطلون من الوحدات المفككة من بلدات الحامية المضطربة. قام المحصلون بزيادة الضرائب بشكل تعسفي.

### المؤسس

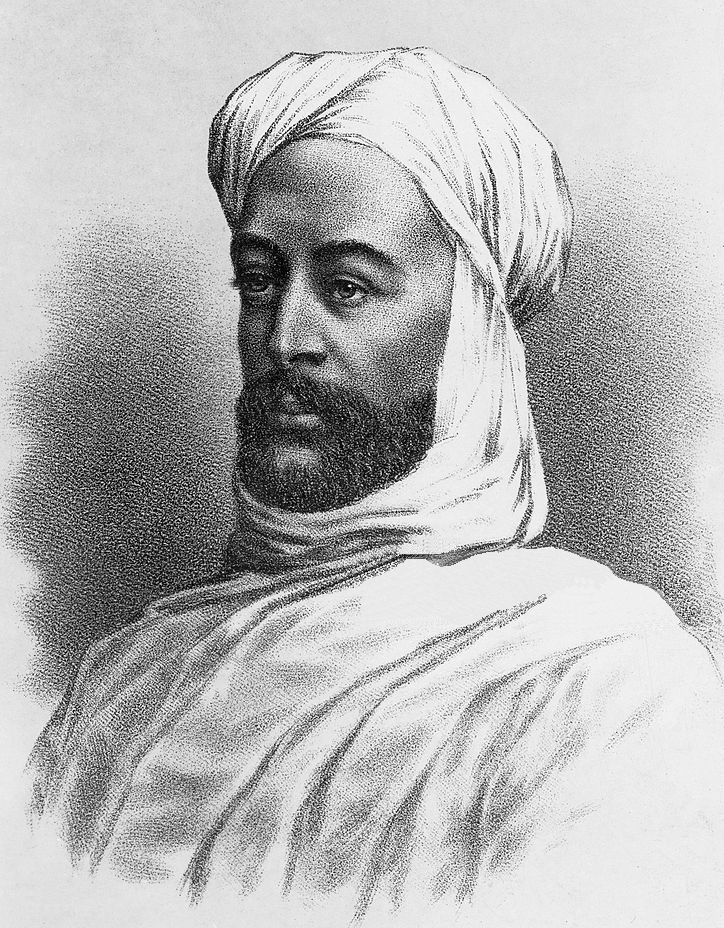
محمد احمد المهدي.

في هذا الجو المضطرب، ظهر محمد أحمد بن السيد عبد الله، الذي جمع بين الكاريزما الشخصية والرسالة الدينية والسياسية، عازمًا على طرد الأتراك وإعادة الإسلام إلى نقائه الأصلي. أصبح محمد أحمد، وهو ابن أحد باني المراكب في دنقلا، من تلاميذ محمد الشريف، زعيم الطريقة الصوفية في السامانية. في وقت لاحق، بصفته شيخًا للأمر، أمضى محمد أحمد عدة سنوات في عزلة واكتسب سمعة باعتباره صوفيًا ومعلمًا.
في عام 1881، أعلن محمد أحمد أنه المهدي المنتظر. اعتبره بعض أتباعه الأكثر تفانيًا أنه موحي به من الله مباشرة. أراد من المسلمين استعادة القرآن والحديث كمصادر تأسيسية للإسلام، وإنشاء مجتمع عادل. فيما يتعلق بالسودان على وجه التحديد، ادعى أن فقره فضيلة وندد بالثروة والرفاهية الدنيوية. بالنسبة لمحمد أحمد، كانت مصر مثالًا للثروة التي أدت إلى السلوك غير الورع. حظيت دعوات محمد أحمد لانتفاضة بجاذبية كبيرة بين أفقر المجتمعات على طول نهر النيل ، حيث جمعت بين أجندة قومية معادية لمصر واليقين الديني الأصولي.
حتى بعد أن أعلن المهدي الجهاد ضد الأتراك، رفضته الخرطوم باعتباره متعصبًا دينيًا. أولت الحكومة التركية في مصر مزيدًا من الاهتمام عندما تحول حماسه الديني إلى إدانة جباة الضرائب. ولتجنب الاعتقال، قام المهدي ومجموعة من أنصاره، بمسيرة طويلة إلى كردفان، حيث حصل على عدد كبير من المجندين، خاصة من البقارة. من ملجأ في المنطقة، كتب مناشدات إلى شيوخ الطوائف الدينية وحصل على دعم نشط أو تأكيدات بالحياد من الجميع باستثناء الختمية الموالية لمصر. استجاب التجار والقبائل العربية التي كانت تعتمد على تجارة الرقيق أيضًا، إلى جانبها قبيلة الهدندوة التي تنتمي لشعب البجا، الذين احتشدهم قائد الأنصار عثمان دقنة عند المهدي.

### تقدم الهجمات

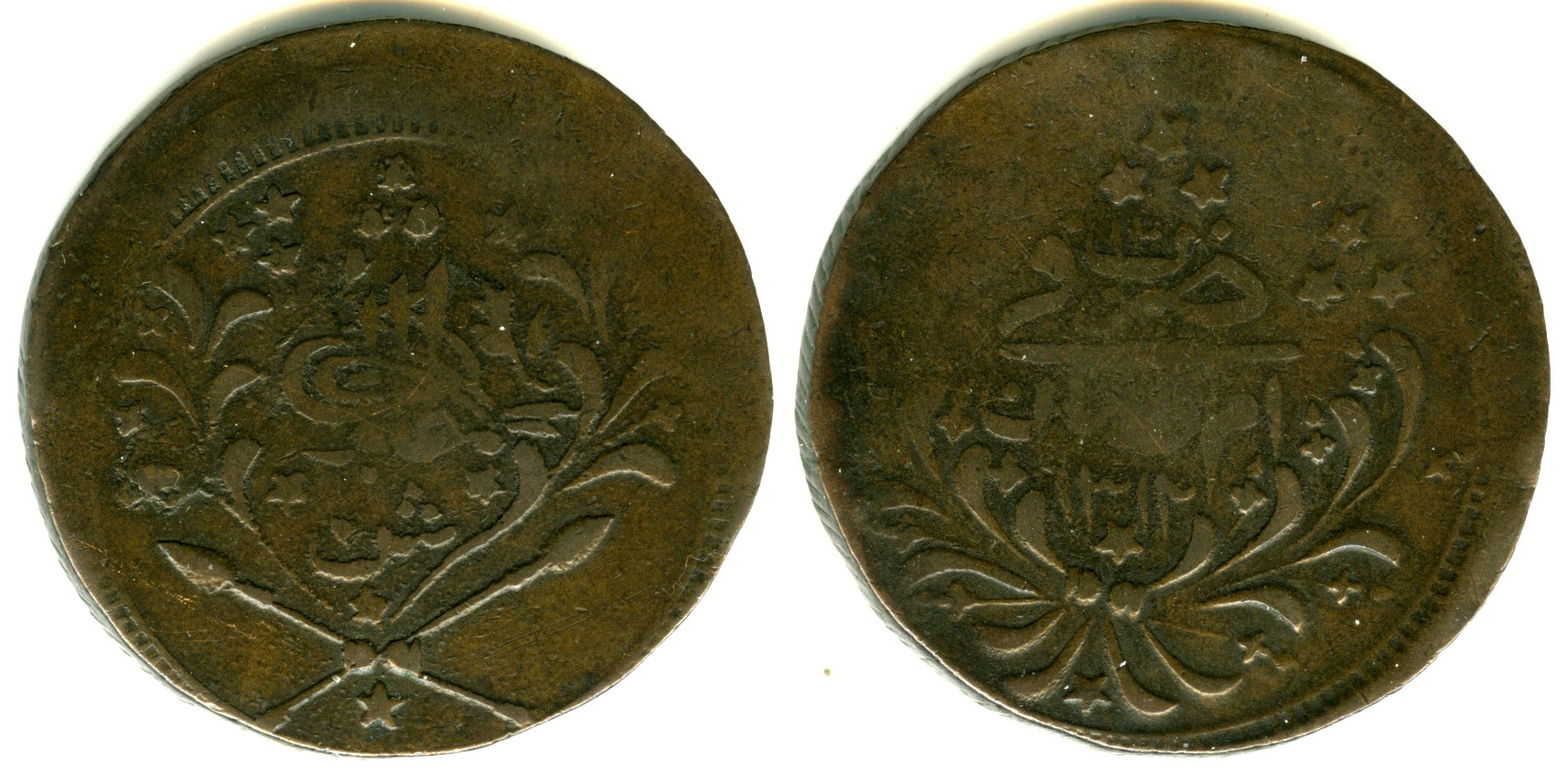
قطعة 20 قرش ضُربت في عهد عبد الله بن محمد.

في وقت مبكر من عام 1882، طغى الأنصار المسلحون بالحراب والسيوف على قوة تركية بقيادة بريطانية قوامها 7000 رجل على مقربة من الأبيض وصادروا بنادقهم ومدافعهم الميدانية وذخائرهم. وأتبع المهدي هذا الانتصار بفرض حصار على الأبيض وتجويعه للاستسلام بعد أربعة أشهر. ثم هزم الأنصار الذين يبلغ قوامهم 30 ألف رجل قوة إغاثة مصرية قوامها 8000 رجل في شيخان.
إلى الغرب، كانت انتفاضة المهدية قادرة على الاعتماد على حركات المقاومة الموجودة. كان السكان المحليون قد استاءوا من الحكم التركي لدارفور، وبدأ العديد من المتمردين بالفعل في الثورات. تعهد متمردو البقارة بقيادة ماديبو زعيم الرزيقات بأنفسهم للمهدي وحاصروا الحاكم العام لدارفور رودولف كارل فون سلاتين ، وهو نمساوي في خدمة الخديوي ، في دارا. تم القبض على سلاتين في عام 1883 ، وبالتالي انضم المزيد من القبائل الدارفورية إلى الثوار. سرعان ما سيطرت قوات المهدي على معظم دارفور. في البداية ، كان تغيير النظام يحظى بشعبية كبيرة في دارفور.
أدى تقدم الأنصار وقبيلة الهدندوة الصاعد في الشرق إلى تهديد الاتصالات مع مصر وهدد بقطع الحاميات العسكرية في الخرطوم وكسلا وسنار وسواكن وفي الجنوب. لتجنب الانجرار إلى تدخل عسكري مكلف، أمرت الحكومة البريطانية بالانسحاب التركي من السودان. رتب جوردون، الذي تم إعادة تعيينه في منصب الحاكم العام، للإشراف على إجلاء القوات والمسؤولين الاتراك وجميع الأجانب من السودان.

### رد بريطاني

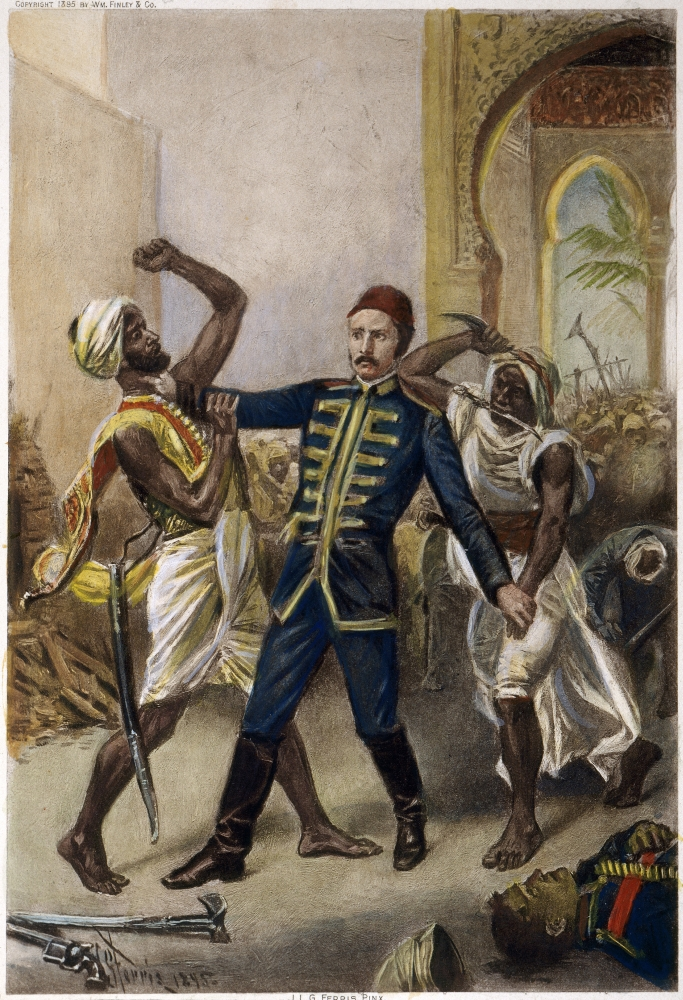
"وفاة الجنرال غوردون في الخرطوم".

بعد وصوله إلى الخرطوم في فبراير 1884، سرعان ما أدرك غوردون أنه لا يستطيع تخليص الحاميات العسكرية. ونتيجة لذلك، دعا إلى تعزيزات من مصر لتخفيف حدة الخرطوم. كما أوصى غوردون بتسمية الزبير، وهو عدو قديم اعترف به كقائد عسكري ممتاز، ليخلفه لمنح السودانيين الساخطين زعيمًا غير المهدي ليحشدوا خلفه. رفضت لندن هذه الخطة. مع تدهور الوضع، جادل غوردون بأن السودان ضروري لأمن مصر وأن السماح للأنصار بالنصر هناك سيدعو الحركة للانتشار في أماكن أخرى.
أدى الدعم الشعبي البريطاني المتزايد لغوردون في النهاية إلى إجبار رئيس الوزراء وليم غلادستون على تعبئة قوة إغاثة تحت قيادة اللورد غارنت ولسلي . تم إرسال " عمود طائر " براً من وادي حلفا عبر صحراء البيوضة في مستنقع أبو طليه (المعروف باسم أبو كلية )، حيث كسر الهدندوة الخط البريطاني. وصلت وحدة متقدمة كانت قد تقدمت عن طريق النهر عندما وصل الرتل إلى المطمة إلى الخرطوم في 28 يناير 1885، لتجد أن المدينة قد سقطت قبل يومين. وقاموا بذبح الحامية، وقتل غوردون، وتسليم رأسه إلى خيمة المهدي. وسقطت كسلا وسنار بعد فترة وجيزة، وبحلول نهاية عام 1885 بدأ الأنصار بالتحرك إلى المنطقة الجنوبية. في كل السودان، بقيت سواكن فقط، معززة بقوات الجيش الهندي، ووادي حلفا على الحدود الشمالية في أيدي الأنجلو-مصرية.
دمر المهديون الخرطوم، المدينة التي بناها العثمانيون. تم هدم ونهب جميع المباني. تعرضت النساء للاغتصاب وأجبرن على تطليق أزواجهن "الكفار". لم يتم إعادة بناء المدينة إلا بعد عودة البريطانيين بعد حوالي 15 عامًا. بحلول هذا الوقت، لم تكن هناك مبانٍ تاريخية ومساجد على الطراز العثماني والهندسة المعمارية.

### عبد الله التعايشي بن محمد

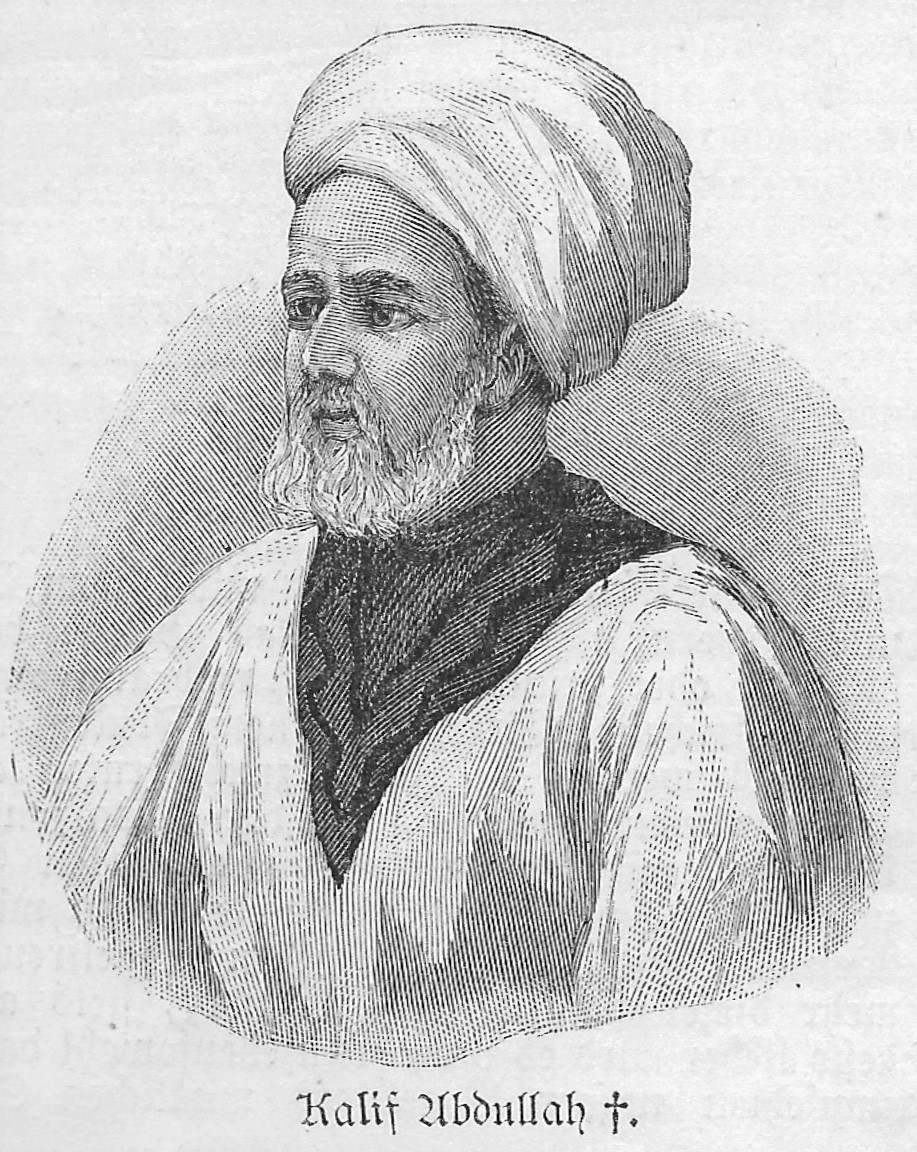
عبد الله التعايشي بن محمد.

بعد ستة أشهر من الاستيلاء على الخرطوم، توفي المهدي، ربما بسبب التيفوس (22 يونيو 1885). وقعت مهمة تشكيل الحكومة وإدامتها على نوابه - ثلاثة خلفاء اختارهم المهدي تقليدًا للنبي محمد ﷺ. استمر التنافس بين الثلاثة، كل منهم مدعوم من سكان منطقته الأصلية، حتى عام 1891، عندما تغلب عبد الله بن محمد، بمساعدة عرب البقارة في المقام الأول، على معارضة الآخرين وبرز كزعيم بلا منازع للمهدية. عبد الله - الملقب بالخليفة ( الخليفة ) - طرد المهدية من أفراد عائلة المهدي والعديد من أتباعه الدينيين الأوائل.
عملت المهدية كدولة جهادية، مثل معسكر للجيش. فرضت المحاكم الشرعية الشريعة الإسلامية ومبادئ المهدي التي كان لها قوة القانون. بعد توطيد سلطته، أنشأ الخليفة إدارة وعين الأنصار أمراءً لكل من المحافظات العديدة. كما حكم الخليفة على الجزيرة الغنية. على الرغم من أنه فشل في استعادة الرفاهية التجارية لهذه المنطقة، فقد نظم الخليفة ورش عمل لتصنيع الذخيرة وصيانة الزوارق النهرية.
ظلت العلاقات الإقليمية متوترة طوال فترة المهدية، ويرجع ذلك إلى حد كبير إلى التزام الخليفة باستخدام الجهاد لتوسيع نسخته من الإسلام في جميع أنحاء العالم. على سبيل المثال، رفض الخليفة عرضًا بالتحالف ضد الأوروبيين من قبل الإمبراطور يوهانس الرابع ملك إثيوبيا (حكم 1871-1889). في عام 1887، غزا جيش أنصار قوامه 60 ألف رجل إثيوبيا، وتوغلوا حتى قوندر، وأسروا أسرى وغنائم. ثم رفض الخليفة إبرام السلام مع إثيوبيا. في مارس 1889، زارت قوة إثيوبية، بقيادة الإمبراطور ، في ميتما. ومع ذلك ، بعد سقوط يوحنس في معركة جالابات التي تلت ذلك، انسحب الإثيوبيون. بشكل عام، أهدرت الحرب مع إثيوبيا موارد المهديين. عبد الرحمن النجومي، أفضل جنرال خليفة، غزا مصر في عام 1889، لكن القوات المصرية بقيادة بريطانيا هزمت الأنصار في توشكى. أنهى فشل غزو مصر أسطورة مناعة الأنصار. منع البلجيكيون رجال المهدي من غزو الاستوائية، وفي عام 1893، صد الإيطاليون هجوم الأنصار في أكردات (في إريتريا) وأجبروا الأنصار على الانسحاب من إثيوبيا.
عندما أصبحت الحكومة المهدية أكثر استقرارًا وتنظيمًا، بدأت في تطبيق الضرائب وتنفيذ سياساتها في جميع أنحاء أراضيها. أثر هذا سلبًا على شعبيتها في معظم أنحاء السودان، حيث انضم العديد من السكان المحليين إلى المهديين للحصول على الحكم الذاتي مع إزاحة الحكومة المركزية والقمعية. في دارفور، اندلعت التمردات ضد حكم عبد الله بن محمد لأنه كان يأمر الدارفوريين بالهجرة شمالًا للدفاع بشكل أفضل عن الدولة المهدية ، بينما يفضل البقارة على الأعراق الدارفورية الأخرى فيما يتعلق بالمناصب الحكومية. وكان المقاومة الرئيسية بقيادة الزعيم الديني أبو جميزة من قبيلة التامة في غرب دارفور. كما غذت المعارضة للحكومة المهدية من قبل العديد من المهديين الذين يتصرفون بغطرسة وإساءة تجاه السكان المحليين. بدأت عدة ولايات متاخمة لولاية المهدي في الغرب بتزويد المتمردين الدارفوريين بالقوات وأشكال الدعم الأخرى. في مواجهة عدد متزايد من المتمردين ، انهار حكم المهديين في دارفور تدريجياً. أصبح العصر المهدي يعرف باسم "أومكواكيا" في دارفور - أي "فترة الفوضى".